# Náboženská obec Církve československé husitské v Čelákovicích
Náboženská obec Církve československé husitské v Čelákovicích je společenství členů Církve československé husitské v Čelákovicích. Sídlem obce je Husův sbor, funkcionalistická stavba z roku 1936 na rohu ulic Husova a Matěje Červenky.

## Historie a současnost
Náboženská obec byla státem uznána v červnu roku 1920. Vznik náboženské obce Církve československé v Čelákovicích se datuje k jaru roku 1920. Během jediného dne se k ní přihlásilo 76 osob a krátce poté vznikl přípravný výbor, který se vydal oslovit obyvatele města i okolí. Úsilí neslo rychlé ovoce – už po měsíci obec čítala na 1 200 členů.
První bohoslužbu vedl bratr A. Šimšík z Prahy-Vinohrad. Trvalého duchovního správce získala obec 1. května 1930, kdy nastoupil bratr A. Pošta. Ten spolu s radou starších a významnými městskými osobnostmi připravil projekt na stavbu Husova sboru. Základní kámen byl položen v září 1935 a už v červnu následujícího roku stál nový sbor dokončený. Od té doby se stal centrem duchovní i kulturní činnosti.
V roce 1966 se do něj rozezněly nové varhany z Krnova. Mezi lety 1971–1973 vzniklo oplocení farního pozemku s památným Husovým kamenem, byla zřízena modlitebna a sociální zařízení. V letech 2007–2008 přibyla ke kostelu bytová jednotka 2+kk. Farnost provozuje půjčovnu zdravotnických pomůcek, které poskytuje zdarma – od chodítek a invalidních vozíků po polohovací postel a zdravotní matrace. Tyto pomůcky byly získány darem od občanského sdružení Galacie. I dnes se duchovní správa s radou starších snaží udržovat živou obec odpovídající potřebám současnosti.. Čelákovická náboženská obec je součástí pražské diecéze a tedy i celku Církve československé husitské. Obec je v současné době spravována farářkou Ing. Mirou Poloprutskou, DiS. Zahrada za budovou sboru je využívána pro setkávání členů obce, přistavená bytová jednotka spolu s částí zahrady je momentálně využívána rodinou uprchlíků z Ukrajiny.